# Реабилитационный процесс Жанны д’Арк
Реабилитационный процесс Жанны д’Арк — процесс по оправданию Жанны д’Арк, прошедший в Париже в 1456 году после более чем шестилетнего подготовительного периода. Инициатором процесса выступил французский король Карл VII, исходивший из своих политических интересов.

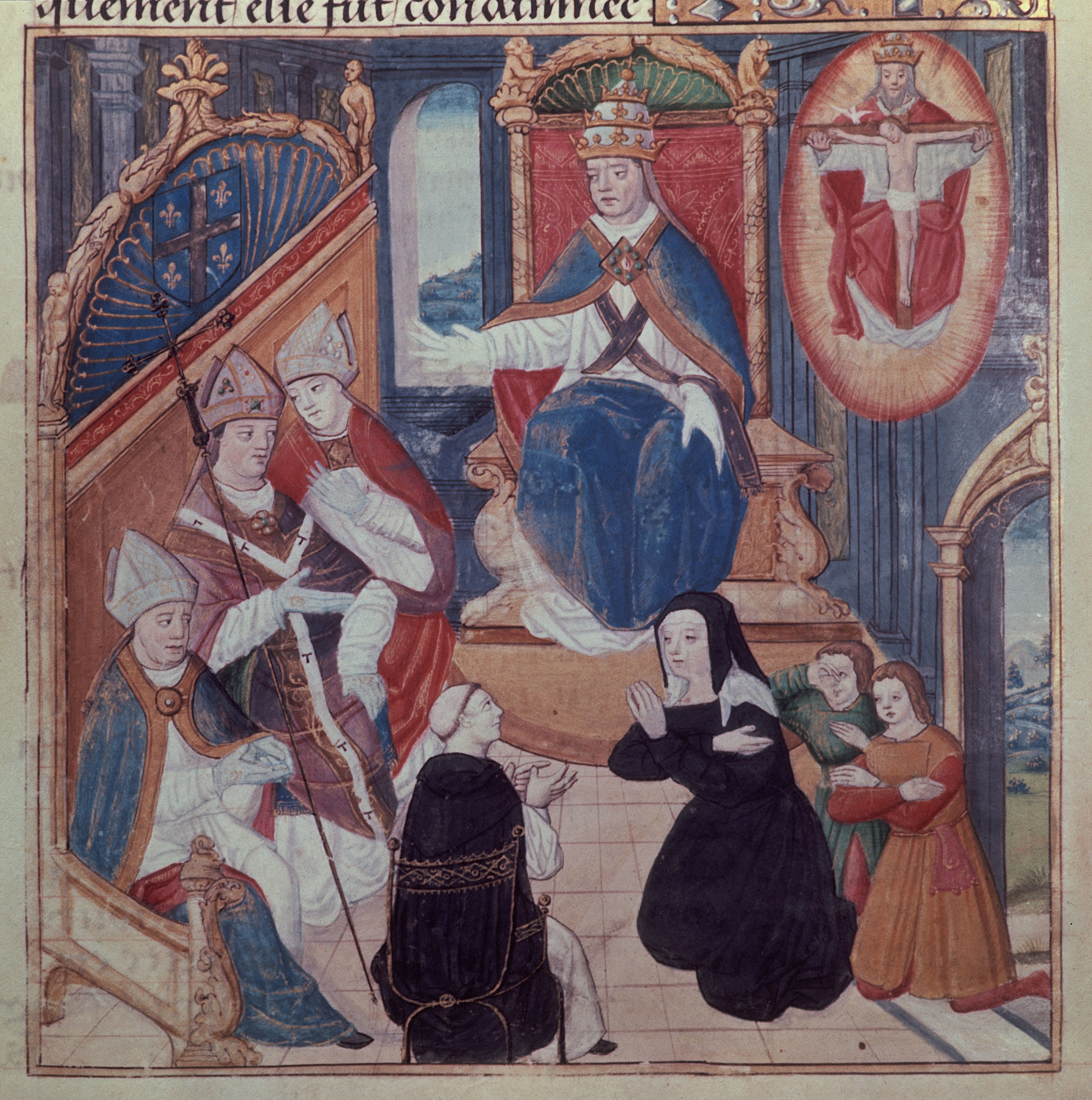
Коленопреклонённая Изабелла Роме с двумя сыновьями перед Великим инквизитором Жан де Бреаль. На заднем плане папа Каликст III, вдохновляемый Троицей, санкционирует судебный процесс по делу Жанны. Манускрипт Дианы Пуатье. XVI в. Частная коллекция

## Предпосылки
После пленения Жанны король Карл не сделал ничего, чтобы спасти её или хотя бы облегчить её участь. Исследователи объясняют поведение короля отчасти его личными качествами, отчасти тем, что он не имел в то время возможностей как-то повлиять на судьбу Жанны. Позднее он не хотел ссориться с герцогом Бургундским, который стал его союзником, и Парижским университетом. В ходе заключительного этапа Столетней войны французы освободили бо́льшую часть территории, оккупированной англичанами. Одним из ключевых моментов стало освобождение Руана (1449), главного города Нормандии. Карлу, получившему власть над Францией не только номинально, но и фактически, было необходимо оправдание Жанны, поскольку он принял корону из её рук. Впоследствии Жанна попала в плен и была осуждена за преступления против веры. Формально ходатайство о реабилитации Жанны исходило от её матери — Изабеллы Роме, текст прошения был составлен легистом Гильомом Превото.

## Подготовительный период

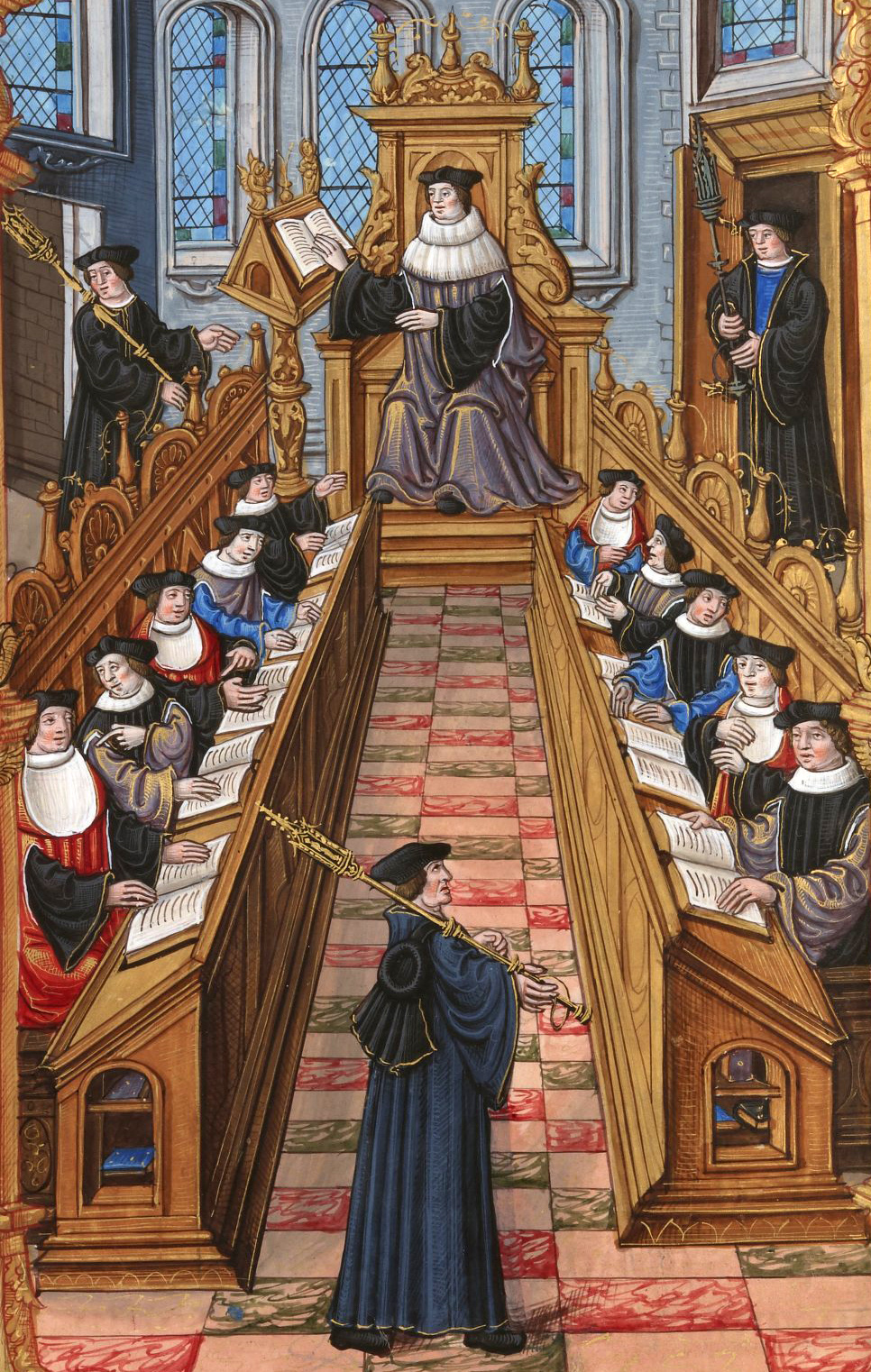
Богословы Сорбонны были привлечены к процессу Жанны д'Арк в 1431 году

15 февраля 1450 года, спустя несколько месяцев после освобождения Нормандии, французский король Карл VII поручил своему советнику и доктору богословия из Парижского университета Гильому Буйе начать сбор всех документов, относящихся к инквизиционному процессу над Жанной, прошедшему в 1430—1431 годах в Руане. Цель было установление его законности. Буйе провёл опрос семерых участников руанского процесса: Гильома Маншона, бывшего в 1430—1431 годах секретарём трибунала, судебного исполнителя Жана Массье, асессора Жанна Бопера и четверых доминиканцев, в своё время асессоров инквизитора. Гильом Маншон передал Буйе протокол инквизиционного процесса.
Буйе по итогам проделанной работы составил записку для короля, где говорилось о том, что настало время снять «несправедливое обвинение» с Жанны, так как оно угрожает «королевскому достоинству» — противники Карла могут использовать против него то обстоятельство, что он «держал в своих войсках еретичку, которая общалась с демонами».
Для французского короля было чрезвычайно важно придать процессу реабилитации международный характер: в своё время именно так позиционировался процесс осуждения Жанны. О её осуждении и казни от имени короля Генриха VI в начале июня 1431 года были извещены в первую очередь император Священной Римской империи и другие европейские монархи, несколько позднее — крупные феодалы и священнослужители Франции. Парижский университет со своей стороны направил письмо с сообщением о суде над Жанной и исполнении приговора римскому папе.
Жанна была осуждена церковным судом, поэтому её оправдание также должно было исходить от церкви. Клирик Буйе, на тот момент лишь представлял светского государя. Решение, вынесенное французским судом, могло быть оспорено англичанами. Карлу VII необходимо было решение суда высшей церковной инстанции — папского.
В апреле 1452 года папский легат во Франции, кардинал д’Эстутвиль, официально начал следствие по делу реабилитации Жанны д’Арк. Вместе с д’Эстутвилем свидетелей опрашивал Великий инквизитор Жан Бреаль. Свидетели (пятеро из уже дававших показания Буйе в 1450 году) отвечали на определённое количество вопросов (этот формуляр вопросов сохранился до наших дней), одинаковых для всех. В. И. Райцес отмечает, что некоторые из них были сформулированы так, что в самом вопросе содержался уже нужный ответ. Вина за осуждение и смерть Жанны возлагалась на Пьера Кошона, председателя трибунала, к тому времени уже умершего, и собственно англичан, причём ни одного конкретного имени названо не было. Действия Парижского университета и судьи-инквизитора оставались в тени. Показания свидетелей легли в основу нового формуляра с вопросами, где сохранялось та же направленность. Новый вопросник был предложен пятерым уже опрошенным участникам процесса 1430—1431 года и одиннадцати вновь привлечённым свидетелям.
Д’Эстутвиль в письме французскому королю от 12 мая обещал довести дело реабилитации Жанны до конца. В Риме он передал собранные материалы и копии протокола процесса обвинения Теодору де Леелис и Паоло Понтано, адвокатам курии, специалистам по каноническому праву. На базе материалов расследования де Леелис и Понтано написали трактаты, в которых были отмечены все процессуальные ошибки обвинительного суда и смягчающие обстоятельства в отношении поступков Жанны. По мнению авторов, бовеский епископ не имел права судить Жанну, так как на территории его диоцеза она не совершала преступлений. Среди других нарушений они указали на следующие обстоятельства: подсудимую держали в светской тюрьме, и ей не был назначен защитник, Жанну запугивали, чтобы получить нужные обвинению показания. Понтано раскритиковал так называемые «Двенадцать статей» — обвинительное заключение руанского процесса и отверг главные пункты этого документа. Понтано не считал преступлением ношение Жанной мужского костюма, так как, по его словам, она надела мужскую одежду не по своей воле, а по «вдохновению свыше». Запрет ношения женщиной костюма противоположного пола был направлен на пресечение распутства, Жанна же использовала его, чтобы защитить себя от насилия. Она хотела надевать женское платье, например, чтобы посещать мессу. По предположению адвоката, она дала клятву королю не снимать мужское платье. По требованию судей Жанна надела женское платье, следовательно, её нельзя было обвинить в том, что она упорствовала в своём заблуждении. То, что она снова облачилась в мужской костюм, нельзя считать «вторичным впадением в ересь», так как она изначально преступления не совершала.
Тем не менее, папа Николай V медлил с началом процесса реабилитации, причиной того была Буржская прагматическая санкция, принятая в 1438 году, согласно которой французская католическая церковь получила независимость от Рима и подчинялась власти короля. Лишь преемник Николая V, Каликст III, который был избран при содействии кардиналов Франции в апреле 1455 года, дал ход процессу. Рескриптом папы от 11 июня этого года апостолическими комиссарами по пересмотру дела Жанны д'Арк были назначены архиепископа Реймсский и епископы Парижский и Кутанский.

## Ход процесса
Реабилитационный трибунал начал заседания 7 ноября 1455 года в Париже, в Соборе Парижской богоматери. Первой перед трибуналом выступила мать Жанны, Изабелла Роме, которая просила суд очистить память дочери от несправедливых обвинений.
В задачу трибунала входило не только изучение материалов процесса 1430—1431 годов, но и жизненного пути Жанны, чтобы установить, насколько её обвинение в ереси соответствовало истине. Последовал полугодовой период (декабрь 1455 — май 1456) опроса десятков свидетелей в Руане, Домреми, Вокулёре, Туле, Орлеане, Париже, завершившийся сбором показаний снова в Руане. Были допрошены члены семьи д’Арк, односельчане Жанны, те, кто воевал вместе с ней, в том числе военачальники Жан де Дюнуа и Жан Алансонский, члены трибунала, осудившие её. Один из главных свидетелей — метр Жан Бопер (ум. в 1462), помощник председателя руанского суда Пьера Кошона — был допрошен ещё в 1450 году, и более к нему не обращались. При этом свидетели второстепенные опрашивались по нескольку раз.
Благодаря показаниям свидетелей сохранились многочисленные детали жизненного пути Жанны д’Арк до коронации Карла VII. Однако, на что обратил внимание ещё Жюль Кишера, первым издавший его материалы, период после коронации в Реймсе следователи совсем не рассматривали, в тени остались неудачная осада Парижа, Лашарите, битва при Компьене и пленение Жанны. В целом, как отмечает В. Райцес, показания 1455 года более пристрастны, чем при осуждении Жанны, так как свидетели (люди весьма преклонного возраста) не могли знать некоторых обстоятельств, прошло значительное время, а также на них оказывалось сильное влияние, связанное с избранными для данного случая методами ведения следствия и целями процесса.

## Комментарии
1. ↑  Именно Филипп Добрый за выкуп передал Жанну, взятую в плен его вассалом, Жаном де Люксембургом, англичанам.
2. ↑  Профессора университета участвовали в руанском процессе.
3. ↑  После снятия осады с Орлеана в мае 1429 года и победоносной Луарской кампании Карл был коронован в Реймсе. Он прибыл туда в сопровождении войска, во главе которого стояла Жанна. Коронация Карла в городе, где было помазано на царство большинство французских монархов, имела огромное политическое значение[2].
4. ↑  Изабелла Роме постоянно проживала в Орлеане, городе, в чьей судьбе Жанна сыграла ключевую роль. Изабеллу в Париж сопровождали её сыновья Пьер и Жан, а также несколько уважаемых горожан Орлеана и семейный адвокат[1].